# 田中碧海
田中 碧海（たなか おうが、1997年7月19日 - ）は、日本の元俳優である。血液型AB型。本名は三宅碧海。四人家族。妹の三宅朱皓も子役の経歴がある。
2018年から 映像コンテンツ権利処理機構 に連絡の取れない権利者として掲載されている。

## 出演

### テレビドラマ
- 怪談スペシャル 座敷童子（2002年、フジテレビ）座敷童子 役
- 世にも奇妙な物語 秋の特別篇（2002年10月3日、フジテレビ）山田二平 役
- 薔薇の十字架（2002年10月10日 - 12月12日、フジテレビ）高畑星児 役
- ホットマン（TBS）マサル役
- いつもふたりで（2003年1月6日 - 3月17日、フジテレビ）マサキ役
- みにくいアヒルの子 涙の再会スペシャル（2003年4月11日、フジテレビ）柿沢瞬 役
- ハイビジョンスペシャルドラマ 老いてこそなお（2003年11月25日、NHK）山越歩 役
- 土曜ワイド劇場 家政婦は見た!22（2004年1月10日、テレビ朝日）大神タケシ 役
- プライド（2004年1月12日 - 3月22日、フジテレビ）安西渉 役
- 月曜ミステリー劇場 長く孤独な誘拐（2004年2月2日、TBS）羽村裕貴也 役
- 大奥（2004年10月7日 - 12月16日）稲葉正勝（幼少） 役
- 月曜ドラマシリーズ ねばる女（2004年10月18日 - 11月15日、NHK総合）水沢純一郎 役
- コウノトリなぜ紅い（NHK）橋本一光 役
- 火曜サスペンス劇場 警視庁鑑識班19（2005年5月24日、日本テレビ）峰岸武史 役
- NHK夜の連続ドラマ 七色のおばんざい（2005年6月20日 - 7月28日、NHK）郷田正斗 役
- FNS ALL-STARS あっつい25時間テレビやっぱ楽しくなければテレビじゃないもん!スペシャルドラマ THE WAVE!（2005年7月23日・24日、フジテレビ）藤崎文男役
- NHK金曜時代劇 御宿かわせみ第3章（2005年、NHK）東吾（幼少） 役
- ドラマコンプレックス ウィスルパニック2006夏（2006年、日本テレビ）
- 金曜プレステージ お母さんぼくが生まれてごめんなさい（フジテレビ、2007年7月13日）香川雄太 役
- 木曜時代劇 陽炎の辻〜居眠り磐音 江戸双紙〜（2007年、NHK）幸吉 役
- 浅草ふくまる旅館第2シリーズ 第8話（2007年11月26日、TBS）　-　水島健太
- 医龍 -Team Medical Dragon-2 第9話-最終話（2007年12月、フジテレビ）音部雄太 役
- 美ら海からの年賀状（2007年12月14日、フジテレビ）浦崎健太 役
- 篤姫（2008年1月 - 12月、NHK）島津久敬 役
- 土曜時代劇 陽炎の辻2〜居眠り磐音 江戸双紙〜（2008年、NHK）幸吉 役
- 小児救命（2008年10月 -12月、テレビ朝日）林拓実 役
- 相棒（2009年1月28日、テレビ朝日）縄手拓海 役
- 連続テレビ小説 ゲゲゲの女房（2010年、NHK）茂（少年期） 役
- ドン★キホーテ 第3話（2011年7月23日、日本テレビ）松岡文也 役
- 最後から二番目の恋（2012年1月 - 3月、フジテレビ）水谷しょう 役
- ドラマ10 激流〜私を憶えていますか?〜（2013年6月 - 8月、NHK）森正太朗 役
- 続・最後から二番目の恋（2014年4月 - 6月、フジテレビ）水谷翔 役

### 映画
- 獅子の血脈（2001年、東宝）
- 奇談（2005年、ザナドゥー）小杉新吉 役
- 花よりもなほ（2006年、東宝）吉坊 役
- ウルトラマンメビウス&ウルトラ兄弟（2006年、松竹）タカト 役
- 呪怨 パンデミック（2006年、クロックワークス）佐伯俊雄 役

### CM
- P&G ファブリーズ
- マイクロソフト Windows Vista
- 明治乳業 おいしい牛乳
- エバラ みそキムチ鍋の素
- KDDI ADSL
- 東北電力
- JR東海
- J-PHONE
- グリコ プッチンプリン
- 永谷園 たこめし
- ナショナル IHクッキングヒーター
- パルボックス およげゆ太郎
- 任天堂 ポケモンチャンネル
- 三菱電機 冷蔵庫
- マクドナルド
- ライオン ソフト&ドライ
- イオン
- 住友生命

## モデル

### 雑誌
- 小学館
  - 小学二年生
  - 幼児と保育

### ビデオパッケージ
- ベネッセコーポレーション
  - こどもちゃれんじ ぽけっと
  - おやこえいごすてっぷ